# Anoplosceles
Anoplosceles là một chi bướm đêm thuộc họ Geometridae.

## Các loài
- Anoplosceles nigripunctata Warren, 1897